# 第十六章：營救
第十六章：營救是美國太空歌劇網路電視劇《曼達洛人》第二季的第八集，也是該季的最終集，本集由節目統籌強·法夫洛編劇，派頓·瑞德執導，於2020年12月18日在Disney+上線。佩德羅·帕斯卡領銜出演男主角曼達洛人，他是一名孤獨的槍手和賞金獵人，為營救格羅古，他與波巴·費特等眾人聯手登上星區長吉迪恩的輕型巡洋艦，被大批黑暗風暴兵包圍。路克·天行者前來營救了他們，並帶走格羅古。

## 劇情
波巴·費特駕駛「奴隸一號」發射離子炮劫持了一艘帝國穿梭機，曼達洛人和卡拉·鄧恩登船擊殺了兩名飛行員，控制住潘興博士。曼達洛人和波巴·費特拜訪博-卡坦·克里茲和科斯卡·李維，希望她們幫助營救格羅古。博-卡坦為拿回被星區長吉迪恩搶走的暗劍，答應了曼達洛人的請求。潘興博士警告他們吉迪恩的巡洋艦上有大量戰鬥機器人黑暗風暴兵。眾人籌劃出營救方案，曼達洛人與鄧恩、芬尼克·尚德、博-卡坦以及李維乘坐帝國穿梭機接近巡洋艦，費特駕駛「奴隸一號」緊隨其後佯裝攻擊。
在費特的火力佯攻幫助下，曼達洛人團隊成功迫降至巡洋艦。眾人兵分兩路，鄧恩等人一路擊殺風暴兵控制艦橋，曼達洛人尋找格羅古。吉迪恩開啟戰鬥機器人黑暗風暴兵，經過激鬥，曼達洛人使用曼達洛鐵長矛擊殺一名黑暗風暴兵。他開啟艙門，將餘下的黑暗風暴兵放入太空。曼達洛人進入囚禁格羅古的房間，發現吉迪恩使用暗劍綁架格羅古，他提議曼達洛人可以帶著格羅古離開艦船，但是以後不能再干預他做事。曼達洛人準備抱起格羅古時，被吉迪恩從背後偷襲。曼達洛人以曼達洛鐵長矛做武器打敗使用暗劍的吉迪恩，成為暗劍的合法持有者。曼達洛人將吉迪恩的雙手綁縛，帶著他與格羅古回到艦橋與眾人會合。吉迪恩試圖挑撥博-卡坦與曼達洛人的關係，表示博-卡坦如果希望拿回暗劍，獲得曼達洛族的統治權，必須打敗現在的合法持有者曼達洛人。此時大批黑暗風暴兵到來將他們包圍。吉迪恩嘗試攻擊博-卡坦和曼達洛人無果，企圖自殺，被鄧恩阻止。黑暗風暴兵即將進入艦橋，屆時眾人將無法抵擋。危急之際，路克·天行者前來摧毀所有黑暗風暴兵。曼達洛人同意路克帶走格羅古，繼續訓練他。曼達洛人摘下頭盔與格羅古告別，格羅古與隨同前來的機器人R2-D2跟著路克離開。
此後，費特和尚德來到赫特人賈霸的宮殿，殺死比布·福圖納，佔據了他的王座。

## 製作

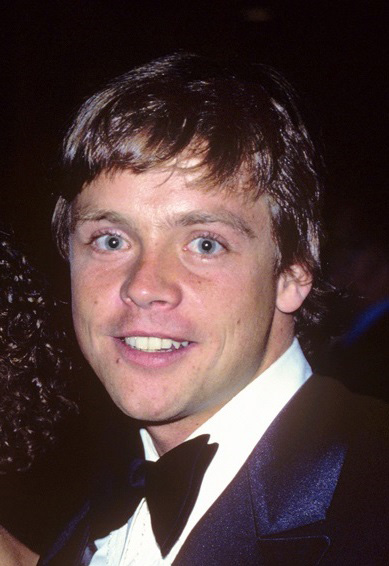
採用電腦成像減齡技術，馬克·漢米爾再次出演年輕時期的路克·天行者

### 開發
本集由節目統籌強·法夫洛編劇，派頓·瑞德執導。2020年5月4日，瑞德確定執導《曼達洛人》第二季。12月17日，主演佩德羅·帕斯卡在宣傳電影《神力女超人1984》時透露第二季最終集由瑞德執導。

### 選角
在電影《星際大戰正傳三部曲》和《星際大戰後傳三部曲》中出演路克·天行者的馬克·漢米爾回歸出演該角色。劇中的路克·天行者仍是二十多歲的年輕人，製作組採用電腦成像減齡技術完成後期製作，並使用動作捕捉技術完成替身演員的數位動畫處理。類似技術曾在2016年電影《星際大戰外傳：俠盜一號》中使用，影片中嘉莉·費雪客串出演年輕時期的莉亞公主。劇中路克仍由馬克·漢米爾配音，他此前在第五章：槍手中為機器人EV-9D9配音。
歐梅德·阿布塔、特穆拉·莫里森、吉娜·卡拉諾、梅賽德斯·瓦納多、凱蒂·薩克沃夫、溫明娜和吉安卡洛·伊坡托回歸出演各自角色。馬修·伍德回歸出演比布·福圖納。馬克斯·勞埃德·瓊斯（Max Lloyd Jones）擔當馬克·漢米爾的替身演員，出演路克·天行者。此外，布倫丹·韋恩（Brendan Wayne）、巴里·洛文（Barry Lowin）和拉夫·克羅德是佩德羅·帕斯卡的特技替身演員。格羅古的動作由多名傀儡师完成。

### 音樂
《曼達洛人》第二季的音樂原聲帶由魯德溫·葛瑞森作曲，第二輯數位版於2020年12月18日發行，包括第二季後四集原創音樂。

## 迴響
第十六章：營救得到整體好評。在影視匯總媒體點評網站爛番茄上，本集獲得100%的新鮮度，9.25/10分（15位劇評人）。

## 備註
1. ↑  發生在赫特人賈霸（英语：Jabba the Hutt）宮殿中的情節是該集的片尾彩蛋，同時是《波巴·費特之書》的先導預告短片[1]。

## 資料來源
1. ↑  D'Alessandro, Anthony. . Deadline. 2020-12-18  [2020-12-19]. （原始内容存档于2020-12-18） （美国英语）. Overnight, Disney+ had not tacked on a placard about this leading into a new spinoff series The Book of Boba Fett, but as of this morning, that was added on revealing the next Star Wars show’s debut as December 2021.
2. ↑  Hibberd, James. . Entertainment Weekly. 2020-05-04  [2020-12-19]. （原始内容存档于2020-05-05） （美国英语）.
3. ↑  Charlie Ridgely. . Comicbook.com. 2020-12-17  [2020-12-19]. （原始内容存档于2020-12-17） （美国英语）.
4. 1 2  Fullerton, Huw. . Radio Times. 2020-12-18  [2020-12-18]. （原始内容存档于2020-12-18） （美国英语）.
5. 1 2  Bojalad, Alec. . 2020-12-18  [2020-12-18]. （原始内容存档于2020-12-19） （美国英语）.
6. ↑  Anderton, Ethan. . /Film. 2020-06-19  [2020-06-19]. （原始内容存档于2020-06-21） （美国英语）.
7. ↑  Dumaraog, Ana. . Screen Rant. 2020-12-18  [2020-12-18]. （原始内容存档于2020-12-19） （美国英语）.
8. ↑  Young, Bryan. . SlashFilm. 2020-12-18  [2020-12-18]. （原始内容存档于2020-12-18） （美国英语）.
9. ↑  Miller, Liz Shannon. . Vulture. 2019-12-09  [2019-12-09]. （原始内容存档于2019-12-09） （美国英语）.
10. ↑  Spencer, Samuel. . newsweek.com. 2019-12-02  [2020-06-28]. （原始内容存档于2019-12-08） （美国英语）.
11. ↑  Burlingame, Jon. . Variety. 2020-10-30  [2020-10-31]. （原始内容存档于2020-10-31） （美国英语）.
12. ↑  . Apple Music. Apple Inc. 2020-12-18  [2020-12-18]. （原始内容存档于2020-12-18） （美国英语）.
13. ↑  . Rotten Tomatoes. Fandango Media.   [2020-12-18]. （原始内容存档于2020-12-19） （美国英语）.

## 外部連結
- 官方网站
- 在Disney+上觀看《第十六章：營救》
- 互联网电影数据库（IMDb）上《第十六章：營救》的资料（英文）
- Wookieepedia上的相关条目：〈第十六章：營救〉